# Идегей
Идегей (тат. Идегәй, يدگه ى)— татарский дастан написанный в стихотворной форме. Эпос основан на реальных исторических событиях, происходивших в период распада Золотой Орды. Герои эпоса также являются реальными историческими лицами. Сформировался с середины XV века, по начало XVI. Так же некоторые другие варианты присутствуют у других тюркских народов

## Изучение
Первые упоминания о поволжско-татарском варианте дастана относятся к XVll-XVlll веку. К числу наиболее полных и хорошо сохранившихся версии был вариант изученный В.В Радлова. Дастан был записан в 1866—1872 годах у сибирских татар, также в некоторых районах приуралья и среднего поволжья. Позднее, в 1896 году, предыдущие записи были пополнены вариантами записанными в степной части крыма. В 1940 году татарский фолклорист Наки Исанбет скомпоновал все варианты дастана и планировалось выпустить его в 1941 году, однако из за начавшейся войны процесс затянулся. После, из-за некоторых политических запретов в 1944 годы, работа по дастану возобновилась только в 80-е годы XX века

## Мифологические образы

### Происхождение Идегея
Рождение Идегея в дастане рассматривается по разному. Первая версия о том, что он сын Кутлукия и Пери, о чем мы узнаем из слов Тохтамыша, когда тот приказывает убить его самого и его отца. Позже, когда Идегей убивает стрелой Кара Тиин Алыпа, он повествует о том, что они братья.
Не уходи, не уходи, Идегей, Были две родные сестры — пэри Старшая меня родила, Младшая тебя родила. Не гордись, не хвались, И ты рожден от пэри, И я рожден от пэри. Старшего брата ты убил, Знай ты это, Идегей
Вторая версия рождения связана с именем Баба Тукляс Шашли Азиз. В эпосе встречаются строки, где он упоминается как предок Идегея.
Третью версию мы узнаем от 195-летнего Субра-жырау, что герой дастана «появился из света». Мотив возникновения от солнечных лучей появляется в древнеегипетском фольклоре и доходит до современной литературы.

### Другие образы
Идегей своим магическим ножом обезвреживает яд в мёду, который ему дал хан Джанике. Нож он получает от своего предка Умара бабая. Образ магического оружия так же присутствует во многих сказках и преданиях.
Идегей сбегает от Тохтамыша после ракрытия его Субра-жырау и хочет перейти через Итиль. В данном случае переправа через реку — мифологический мотив.
В дастане так же появляется Тулпар, как потомок одного из коней, предложенных Тохтамышем Идегею.

### Эпические образы
Момент обезглавливание персонажей является популярным приемом в сказках и преданиях. В данном случае смерть Тохтамыша таким способом равна падению Золотой Орды.
Опасный взгляд Кара Тиин Алыпа — традиционный лиро-эпический мотив.

## Образы персонажей

### Тохтамыш
Он характеризуется как грубый, недальновидный правитель, объятый страстями, а исторический конфликт, имеющий политические мотивы, полностью перекладывается на традиционную бытовую основу. Как эпический персонаж, в основном раскрывается в связи с Идегеем. Поскольку Идегей сильнее его во всех аспектах, он боится за свой престол. Ведет недальновидную политику с Москвой и Тамерланом. Несмотря на то, что Тохтамыш изображается не очень положительным образом, в дастане чувствуется, что со стороны населения к нему нету ненависти. Особенно ярко это выражается при описании его внутренних переживаний, в плачах, жалобах, монологах. Умирает от рук Нурадына обезглавливанием.

### Нуреддин
Нуреддин — сын Идегея и Айтулы. Его рождение приносит много радости родителям и они устраивают большой пир. По словам Идегея, он ростил сына храбрым, честным, умным, и благородным. Он смелый, бесстрашный, умный. И в то же время упрямый, хвастливый, вспыльчивый, переоценивающий свои возможности персонаж эпического сказания. При последней встрече Нуреддина и Тохтамыша, происходит разговор, после которого последний умирает. Таким образом, Нуреддин мстит за себя, за отца и за деда. Однако по мнению Фатиха Ибрагимовича Урманчеева этот эпизод не соответствует действительности и Нуреддин не имеет к смерти хана никакого отношения. В конце Кадырберди обманом заманивает его в ловушку, и допрашивает, раненого сажает на коня и отправляет к отцу. После разговора с ним он умирает.

### Субра жырау
Это мифологический образ мудреца у тюркских народов. Субра жырау в эпосе выполняет очень важную функцию. Все мысли, переживания, знание истории народа высказывается его устами. Предсказывает будущее и раскрывает таинственность героям. Все воспринимают его как простого человека так как он не является колдуном.

### Кара Тиин Алып
Мифологический персонаж дастана. Прожил 360 лет. Силен физически и духовно. Брат Идегея, так же как и он рожден от Пери. Проживает вдали от людей. В дастане его внешность описывается как у многих мифических героев, «Он возвышался горой, Пыхтел каленым железом, Страшен был он видом, взглядом, Лицо было как нависшая беда». Является язычником. Раскрывает мифическое прошлое Идегея, но и пророчит будущее, предостерегает его от некоторых поступков.

### Кутлукия бий
Отец Идегея. В одном из эпизодов дастана он дарит Тимуру двух птенцов птицы под именем «Кара лачын» из за чего Тохтамыш и убивает его. По мнению историка Дамира Мавлявеевича, эта птица является символом племени Кият, и, подарив птенцов, Кутлукия предал интересы чингизидов, из за чего и умирает. Так началась битва между тохтамышевичами и идегеевичами.